# Acrocirrus
Acrocirrus is een geslacht van borstelwormen uit de familie van de Acrocirridae. De wetenschappelijke naam van het geslacht werd voor het eerst geldig gepubliceerd in 1873 door Grube.

## Soorten
- Acrocirrus aciculigerus Kudenov, 1976
- Acrocirrus bansei Magalhães & Bailey-Brock, 2012
- Acrocirrus columbianus Banse, 1979
- Acrocirrus crassifilis Moore, 1923
- Acrocirrus frontifilis (Grube, 1860)
- Acrocirrus heterochaetus Annenkova, 1934
- Acrocirrus incisa Kudenov, 1975
- Acrocirrus muroranensis Okuda, 1934
- Acrocirrus occipitalis Banse, 1979
- Acrocirrus okotensis Imajima, 1963
- Acrocirrus trisectus Banse, 1969
- Acrocirrus uchidai Okuda, 1934
- Acrocirrus validus Marenzeller, 1879

### Synoniemen
- Acrocirrus leidyi Verrill, 1882 => Macrochaeta leidyi (Verrill, 1882)